# Mort d'un expert
Mort d'un expert (Death of an Expert Witness)  est un roman policier de Phyllis Dorothy James (plus connue sous le nom de P.D. James)  paru en 1977.  Il s'agit du sixième titre du cycle des enquêtes d'Adam Dalgliesh.

## Résumé
L'histoire commence par la découverte du cadavre d'une jeune femme.  Ce meurtre n'est pas le centre de l'histoire, il est plutôt un moyen d'introduire le lecteur dans la sphère d'un laboratoire de médecine légale, le décor de cette intrigue. 
Ce n'est que dans le second chapitre que l'on découvre le véritable objet de l'histoire : le meurtre du Dr. Edwin Lorrimer, un expert judiciaire biologiste expérimenté du Hoggatt's Laboratory. Adam Dalgliesh, de Scotland Yard, enquête sur la mort du biologiste. 
Il est rapidement établi que seules les personnes ayant un lien avec le laboratoire ont eu l'opportunité ou la connaissance pour commettre le crime, ce qui permet aux enquêteurs de focaliser leur attention sur un petit nombre de suspects.
Avec trop de motifs et aucune preuve matérielle, Dalgliesh est amené à en déduire qui, dans la poignée de suspects, est le tueur.

## Particularités du roman
L'histoire se passe dans un village des Fens en East Anglia. 
Il s'agit de la seconde enquête dans laquelle apparaît John Massingham, assistant d'Adam Dalgliesh.

## Adaptation

### À la télévision
- 1983 : Death of an Expert Witness, mini-série de 6 épisodes réalisée par Herbert Wise, adaptation du roman éponyme de P.D. James produite par le réseau de télévision britannique ITV. Les rôles sont tenus par Roy Marsden dans le rôle d'Adam Dalgliesh ; Barry Foster dans le rôle du docteur Maxim Howarth ; Geoffrey Palmer dans le rôle du professeur Edwin Lorrimer et Ray Brooks dans le rôle du docteur Kerrison.